# James Harold Cannan
James Harold Cannan, avstralski general, * 29. avgust 1882, † 23. maj 1976.